# Vlachovice u Rokytna
Vlachovice (deutsch Wlachowitz, auch Wlahowitz) ist eine Gemeinde in Tschechien. Sie liegt fünf Kilometer nordwestlich von Nové Město na Moravě und gehört zum Okres Žďár nad Sázavou.

## Geographie
Vlachovice befindet sich auf einer Kuppe über dem Quellgebiet der Bobrůvka im Süden der Saarer Berge. Nördlich des Dorfes liegen die Teiche Sýkovec und Medlovský rybník. Im Nordosten erhebt sich die Pasecká skála (819 m), östlich der Kříby (785 m), im Süden die Bílá skála (776 m) und im Südwesten der Bednářův kopec (762 m). Südöstlich erstreckt sich der Ochozawald. Der Ort befindet sich auf der Europäischen Hauptwasserscheide. Die Umgebung von Vlachovice ist ein beliebtes und bekanntes Ski-Langlaufgebiet.
Nachbarorte sind Tři Studně im Norden, Medlov und U Hájenky im Nordosten, Rokytno und Habánský Dvorec im Osten, Maršovice, Zahradníkův Kout, Mercedeska und Nové Město na Moravě im Südosten, Cihelna und Jiříkovice im Süden, U Mrázků und Lhotka im Südwesten, Počítky und Čvrtě im Westen sowie Fousek und Sklené im Nordwesten.

## Geschichte
Vlachovice wurde wahrscheinlich im 15. Jahrhundert durch die Herren von Lipá gegründet. Einen Kilometer westlich von Vlachovice lag das dem Kloster untertänige Dorf Bratroňovice. Der seit 1450 nachweisbare Ort wurde vor 1462 wegen der hohen Lasten, die das Kloster forderte, verlassen. Es wird angenommen, dass die Bewohner von Bratroňovice auf das angrenzende Neustadtler Gebiet übersiedelten und sich in Vlachovice niederließen.
Die erste schriftliche Erwähnung des Dorfes Wlachowicze erfolgte 1496 im Zuge des Verkaufes der Herrschaft Neustadtl durch Heinrich von Leipa an seinen früheren Vormund Wilhelm II. von Pernstein. Wlachowicze befand sich seit dieser Zeit an der Grenze der Herrschaft Pernstein zu den Besitzungen des Zisterzienserklosters Saar. Nach der Teilung der Herrschaft Pernstein gehörte Vlachovice seit 1500 zum Neustadtl-Ingrowitzer Anteil und ab 1564 zur Herrschaft Neustadtl. Seit 1571 ist ein Richter in Vlachovice belegt, sein Zuständigkeitsbereich erweiterte sich im Laufe der Jahre stark. In der zweiten Hälfte des 17. Jahrhunderts ließ der Besitzer der Herrschaft Neustadtl, Franz Maximilian Kratzer von Schönsberg, bei Vlachovice zwei Eisensteingruben anlegen. Das älteste Ortssiegel stammt aus dem Jahre 1746.
Nach der Aufhebung der Patrimonialherrschaften bildete Vlachovice ab 1850 eine Gemeinde  im politischen Bezirk Neustadtl. Unterhalb des Dorfes wurde 1934 eine große Ringziegelei errichtet. 1949 wurde die Gemeinde dem Okres Žďár nad Sázavou zugeordnet. Bis zur Mitte des 20. Jahrhunderts blieb in Vlachovice die ursprüngliche Siedlungsform eines Rundlings erhalten. Ab 1949 wurden mehrere Vierfamilienhäuser im Stile der sozialistischen Architektur und ein Kuhstall aus Beton in den Ort gesetzt. Zwischen 1961 und 1980 war das Dorf nach Rokytno und danach nach Nové Město na Moravě eingemeindet. Nach der Samtenen Revolution entstanden mehrere Eigenheime. Seit 1992 besteht die Gemeinde Vlachovice wieder. Nach Studnice ist Vlachovice zusammen mit Rokytno der zweithöchstgelegene Ort der Saarer Berge.

## Gemeindegliederung
Für die Gemeinde Vlachovice sind Keine Ortsteile ausgewiesen. Zu Vlachovice gehören die Ansiedlung Cihelna und die Einschicht Fousek.

## Sehenswürdigkeiten
- Bílá skála, Aussichtspunkt, südlich des Ortes
- Ochozawald mit Wintersportzentrum der Stadt Nové Město na Moravě, südlich von Vlachovice
- Černá skála, Felsformation im Ochozawald, südlich des Ortes
- Naturschutzgebiet Pernovka, Moorwiese im Ochozawald, südlich des Ortes
- Erholungsgebiete an den Teichen Sýkovec und Medlovský rybník

## Persönlichkeiten
- Vít Fousek senior (1913–1990), tschechoslowakischer Skiläufer